# Donkey (album de musique)
Pour les articles homonymes, voir Donkey.
Albums de Cansei de Ser Sexy / CSS
Cansei de Ser Sexy
Donkey est le deuxième album du groupe brésilien Cansei de Ser Sexy.
Il est sorti le 21 juillet 2008 en Europe.

## Titres
1. Jager Yoga
2. Rat Is Dead (Rage)
3. Let's Reggae All Night
4. Give Up
5. Left Behind
6. Beautiful Song
7. How I Became Paranoid
8. Move
9. I Fly
10. Believe Achieve
11. Air Painter
12. Hit And Run